# Quintus Aurelius Memmius Symmachus
Quintus Aurelius Memmius Symmachus est un patricien romain, mort en 526. 
Beau-père de Boèce, fils de Quintus Aurelius Symmachus, consul en 446, il est lui même nommé consul en 485. Il prend le parti du pape Symmaque lors du schisme provoqué par son élection.
Il fait éclater son indignation quand Boèce est mis à mort. Enlevé de Rome, il est envoyé à Ravenne et égorgé dans sa prison, par ordre de Théodoric, roi des Ostrogoths.

## Source
« Quintus Aurelius Memmius Symmachus », dans Pierre Larousse, Grand dictionnaire universel du XIXe siècle, Paris, Administration du grand dictionnaire universel, 15 vol., 1863-1890 [détail des éditions].
- VIAF
- IdRef
- LCCN
- GND
- WorldCat